# 屠晓宇
屠晓宇（2003年10月17日—），中国江苏省连云港市人，围棋职业九段棋手。他2015年入段，2020年5月升为六段。他获2020年第24届中国新人王战冠军，并于2021年成功卫冕。

## 国内比赛成绩
屠晓宇在2020年第24届中国新人王战本赛中连胜沈沛然、尹松涛、黄明宇、陈豪鑫进入决赛，决赛三番棋以2：1战胜王星昊夺冠。
在2021年第25届“马桥杯”中国新人王战中，屠晓宇连克傅健恒、林家翾、金禹丞、陈豪鑫，并在决赛中再次以2:1战胜王星昊成功卫冕。
他从2016年起参加围甲联赛。

## 国际比赛成绩
屠晓宇通过预选赛进入2019年第24届LG杯本赛32强。本赛首轮胜许皓鋐进入16强，后负于金志锡。
他还通过预选赛进入2019年第4届梦百合杯本赛64强。本赛首轮爆冷胜辜梓豪进入32强，后负于童梦成。

## 升段记录
初段：2015年7月。
二段：2017年7月。
三段：2017年11月。
四段：2018年9月。
五段：2019年3月。
六段：2020年5月。